# Retreat (andlighet)
För andra betydelser, se Retreat (olika betydelser).
Retreat (uttal: [retri:t], /retrít/) eller reträtt är inom andlighet och meditation en företeelse där man drar sig tillbaka i stillhet, för en eller flera dagar, oftast i grupp under ledning. Ordet kan även som substantiv betyda plats eller lokal för sådant tillbakadragande, alternativt tiden när detta pågår.
Retreatledaren instruerar och leder deltagarna. Promenader under tystnad brukar vara ett vanligt förekommande inslag i retreater. Syftet är att deltagarna under tystnad och stillhet ska få tid till fördjupning och eftertanke. De första retreaterna i Sverige anordnades av S:t Lukasstiftelsen och inom Metodistkyrkan. En flitig tillskyndare i etableringsfasen var metodistpastorn Göte Bergsten. Ett viktigt retreatcenter inom Svenska kyrkan blev S:t Davidsgården i Rättvik.
Ordet retreat används också av olika hälsoanläggningar där man tar emot gäster som behöver komma bort från vardagen och ta en ”timeout” från stress och ett alltför hetsigt leverne. Ett exempel på detta är det forna maharadjapalatset Kalari Kovialkom i Kerala i Indien.